# Otilia Schultze
Otilia Schultze (Durazno Uruguay) fue una personalidad poco conocida del medio popular uruguayo, sin embargo su labor fue crucial para el desarrollo del movimiento feminista en el país. Fue conocida por liderar una de las primeras comisiones de Damas que adquirió un rol importante en el área pública al fundar el Hospital de Durazno.

## Reseña biográfica
Otilia Schultze tuvo un papel decisivo en la conquista de derechos de la mujer uruguaya. Abanderada de la militancia feminista duraznense, asumió un compromiso inédito por la democracia y la equidad de género (un término hasta entonces desconocido). Fue la célebre Dra. Paulina Luisi, con quien Schultze mantenía un diálogo a través de correspondencia, quien la apodó como la “Generala del ejército de mujeres de Durazno”. Mote que describe el carácter y vigor de su tarea.
Su carrera se inició en magisterio a principios del siglo XX, una época en la que la mujer comenzaba a tener presencia en este rol, hasta entonces dominado por docentes masculinos. Desde este lugar ya consolidado como un espacio femenino se comenzaron a crear a lo largo del departamento de Durazno varias iniciativas sociales y grupos de trabajo con distintas consignas, todas ellas en favor del bienestar colectivo.
La comisión que mejor se desempeñó y más reconocimiento tuvo fue la Comisión de Damas Pro-Hospital, liderada por Otilia, quien durante un largo período fuese su Presidenta. Esta comisión fue creada en diciembre de 1918, y tenía un carácter autónomo. Su propósito inicial fue asumir la tarea que inicialmente se había propuesto la Comisión de Caballeros, cuya formación se disolvió y fracasó. Esta tarea era la construcción de un Hospital, en respuesta al devastador avance de enfermedades como la tuberculosis, difteria y sífilis que afectaban principalmente a la porción de la población sin recursos ni atención médica.
Durante la reunión fundacional de la comisión, Schultze manifestó las siguientes palabras: “como era del dominio público, la construcción de un Hospital que viniera a llenar las necesidades siempre crecientes de la población de nuestro departamento, en el sentido de proporcionar albergue, asistencia médica, etc. a los enfermos menesterosos, era una obra que, por razones de humanidad, existía urgencia en abordar, dado que cada día que transcurría se notaba su falta con mayor intensidad”. (Comisión de Damas Pro Hospital “Memoria” 1921). 
Para la construcción, la comisión recaudó dinero a través de la organización de colectas, rifas, kermeses y espectáculos benéficos. La obras de construcción se finalizaron en 1924, y quedó inaugurado en 1927. Desde entonces el Hospital de Durazno se transformó en un pilar del servicio sanitario del departamento y mejoró notablemente la salud de su población. 

## Distinciones
Años más tarde, en 1935, junto a la Dra. Scaffo (quien presidía la Comisión Protectora de la Infancia) Schultze inauguró el Pabellón de Niños en la Clínica de Nutrición Infantil (fundada años antes por Scaffo). Este Pabellón recibió el nombre de “Otilia Schultze”.